# Ротчен, Пабло
Пабло Оскар Ротчен Суарез (исп. Pablo Oscar Rotchen Suárez; 23 апреля 1973, Буэнос-Айрес) — аргентинский футболист, центральный защитник. Выступал за сборную Аргентины.

## Карьера
Начал свою профессиональную карьеру 22 ноября 1992 года играя за «Индепендьенте» в матче против «Бока Хуниорс» на стадионе «Бомбонера» (1-0). В нём Ротчен провёл более 200 матчей во всех соревнованиях.
Пабло помог «Индепендьенте» обыграть Клаусуру в 1994 году. Его клуб также выиграл Суперкубок Либертадорес в том же году и в 1995 году Рекопу Южной Америки.
В 1999 году Ротчен перешёл в испанский «Эспаньол» и в сезоне 1999/00 помог клубу стать обладателем Кубка Испании.
В 2002 году Ротчен перешёл в мексиканский «Монтеррей». В 2003 году помог клубу стать чемпионом Клусуры. В 2005 году завершил карьеру.

## Достижения

### Клубные
Индепендьенте
- Чемпионы Аргентины: Клаусура 1994
- Обладатель Суперкубка Либертадорес: 1994, 1995
- Обладатель Рекопы Южной Америки: 1995

Эспаньол
- Обладатель Кубка Испании: 1999/00

Монтеррей
- Чемпионы Мексики: Клаусура 2003